# Dimachus cingulum
Dimachus cingulum är en stekelart som först beskrevs av Christian Gottfried Daniel Nees von Esenbeck 1834.  Dimachus cingulum ingår i släktet Dimachus och familjen puppglanssteklar. Arten är reproducerande i Sverige. Inga underarter finns listade i Catalogue of Life.